# Union des syndicats autonomes de Croatie
L'Union des syndicats autonomes de Croatie (en croate : Savez Samostalnih Sindikata Hrvatske - SSSH)  est une confédération syndicale de Croatie fondée en 1990. C'est aujourd'hui l'organisation syndicale la plus importante du pays. Elle est affiliée à la Confédération européenne des syndicats et à la Confédération syndicale internationale.